# Salesh Kumar
Salesh Kumar (ur. 28 lipca 1981) – fidżyjski piłkarz grający na pozycji pomocnika. Od 2009 roku gra w klubie Lautoka FC.

## Kariera klubowa
Karierę piłkarską Kumar rozpoczął w klubie Nadi FC. W 2002 roku zadebiutował w nim w pierwszej lidze fidżyjskiej. W 2003 roku grał w zespole Olympian Team, a w latach 2004–2005 był piłkarzem Ba FC. Wraz z Ba FC dwukrotnie z rzędu wywalczył mistrzostwo Fidżi.
W 2005 roku Kumar odszedł do nowozelandzkiego klubu Waitakere United. W sezonie 2006/2007 wywalczył z nim mistrzostwo Nowej Zelandii. W 2007 roku zmienił klub i odszedł do Central United, a w 2008 roku przeszedł do Auckland City. W sezonie 2008/2009 został z nim mistrzem kraju oraz wygrał Ligę Mistrzów Oceanii.
W 2009 roku Kumar wrócił na Fidżi. Został zawodnikiem klubu Lautoka FC. W 2009 roku został z nim mistrzem kraju.

## Kariera reprezentacyjna
W reprezentacji Fidżi Kumar zadebiutował w 2003 roku podczas Igrzysk Pacyfiku 2003. W 2008 roku zagrał w Pucharze Narodów Oceanii 2008.